# Bataille de Tahouda
Conquête musulmane du Maghreb
Batailles
- Sufétula
- Tahouda
- Mammès
- Carthage
- Oued Nini
- Tabarka

La bataille de Tahouda a lieu en 683 à Tahouda (actuelle Sidi Okba, en Algérie), entre les troupes berbères et byzantines coalisées par le chef Koceïla, et une armée omeyyade menée par Oqba Ibn Nafi. La bataille se solde par la défaite et la mort au combat d'Oqba ibn Nafi, l'éviction des forces omeyyades de l'actuelle Tunisie et la prise de Kairouan par Koceïla.

## Contexte
En 681, fraichement nommé commandant en chef des forces arabes par le calife omeyyade Yazid Ier, le général Oqba ibn Nafi (et fondateur de Kairouan) réalise une expédition ou mission de reconnaissance, partant de Kairouan, fondée en 670, il atteint l'océan Atlantique, et marche jusqu'au rivières de Drâa et Souss (toutefois, l'étude critique des textes montre que cette expédition n'a pas dû dépasser la vallée du Chélif, et que l'océan atteint ne serait que la Méditerranée).

## Déroulement
Au retour de ce raid vers l'ouest, Oqba ibn Nafi est surpris par une coalition formée de Byzantins et de Berbères placés sous les ordres de Koceïla, à Tahouda, près de l'actuelle Sidi Okba, et est tué ainsi que les 300 membres de sa cavalerie. Il meurt au côté de son principal rival, Abou al-Mouhajir Dinar. Les Omeyyades abandonnent toutes leurs conquêtes, et se retirent de l'actuelle Tunisie, alors que Koceïla entre en vainqueur à Kairouan.

## Conséquences
À la suite de cette victoire, qui s'est faite, selon les sources romaines, au nom de l'Empire, les Omeyyades sont expulsés de la région de l'actuelle Tunisie, ou au moins jusqu'au-delà de Gabès, tandis que Koceïla se rend maître de Kairouan. Le territoire n'en reste pas moins disputé.
En 688, des renforts arabes menés par Zouhaïr ibn Qaïs l'emportent finalement sur les Berbères et les byzantins lors de la bataille de Mammès, Koceïla est tué et Kairouan reprise.

## Référencement